# Cixius pilosa
Cixius pilosa är en insektsart som först beskrevs av Olivier 1791.  Cixius pilosa ingår i släktet Cixius och familjen kilstritar.

## Underarter
Arten delas in i följande underarter:
- C. p. albicincta
- C. p. discicollis
- C. p. infumata
- C. p. nigrita